# Вайцзеккер, Роберт фон
Роберт Клаус фон Вайцзеккер (нем. Robert Klaus Freiherr von Weizsäcker; род. 6 декабря 1954, Эссен, Германия)  — немецкий экономист, преподаватель и гроссмейстер шахмат по переписке. Почётный президент Немецкой шахматной федерации.

## Биография
Роберт родился 6 декабря 1954 года. Он является старшим сыном бывшего федерального президента Германии Рихарда фон Вайцзеккера (1920—2015) и его жены Марианны фон Вайцзеккер (род. 1932). У Роберта были два брата и одна сестра.
После окончания школы, он изучал математику и экономику в Боннском университете. После окончания университета по специальности «экономика» в 1980 году, он получил докторскую степень в Лондонской школе экономики в 1985 году и хабилитацию в Боннском университете в 1990 году.
После двух лет работы частным преподавателем в Боннском и Берлинском университетах, Роберт стал штатным профессором экономики в Университете Галле-Виттенберга в 1992 году. В 1995 году он перешел в Университет Мангейма на кафедру экономики, государственных финансов и экономической политики. В 2001 году ему предложили работу в Франкфуртском университете, но он отказался и начал преподавать экономику, государственные финансы и промышленную организацию в Мюнхенском техническом университете. Там он проработал с 2003 по 2020 год. С 2020 года он является почетным профессором данного университета.
Также его часто приглашали в Кембриджский университет, Католический университет Лувена, Лондонскую школу экономики, Стэнфордский университет, Оксфордский университет и Международный валютный фонд. С 2003 по 2007 год он был преподавателем Мюнхенского центра права интеллектуальной собственности в Институте интеллектуальной собственности, конкурентного и налогового права Общества Макса Планка, а с 1994 по 2004 год он был научным сотрудником Центра исследований экономической политики в Лондоне.
Кроме того, Роберт является научным сотрудником Института экономических исследований ifo в Мюнхене. Он был стипендиатом Немецкого исследовательского фонда и с 1997 по 1999 год членом Немецкого совета по науке и гуманитарным наукам.
В 2007 году Роберт фон Вайцзеккер был назван назвал преподавателем года.
Его исследования сосредоточены в области государственных финансов (государственный долг, налоговые реформы и финансирование систем социального обеспечения), микроэкономике (распределение доходов и богатства, теория принятия решений), экономике образования и экономике народонаселения.
В 1992 году, он был одним из подписавших манифест евроскептиков «Решения Маастрихтской денежно-кредитной политики: опасность для Европы».
Роберт фон Вайцзеккер — лицензированный радиолюбитель с позывным DL1BOB.

## Достижения в шахматах
Роберт фон Вайцзеккер гроссмейстер по заочным шахматам и член сборной Германии по заочным шахматам. Он был чемпионом мира по заочным шахматам в командном первенстве 2008 и 2023 годов, олимпийским чемпионом 13-й заочной шахматной олимпиады 2004–2009 годов  и серебряным призером 16-й (2015) и 19-й (2021) заочной шахматной олимпиады.
В 1970-х годах он сыграл в общей сложности пять матчей в четырехсторонней Бундеслиге за Bonner SK. В 2004 году он стал кандидатом на звание чемпион мира по заочным шахматам. С 2007 по 2011 год он был президентом Немецкой шахматной федерации. В 2011 году он отказался баллотироваться на переизбрание. В 2010 году Роберт фон Вайцзеккер выдвинул свою кандидатуру на пост президента Европейского шахматного союза, но не был избран. На президентских выборах ФИДЕ в Ханты-Мансийске он безуспешно поддерживал бывшего чемпиона мира по шахматам Анатолия Карпова против Кирсана Илюмжинова.
С 2011 года Роберт фон Вайцзеккер является почетным президентом Немецкой шахматной федерации.

## Личная жизнь
С 1983 по 2017 год он был женат на учительнице Габриэле фон Меер (род. 1956), дочери Вернера фон Меера (1920—2012), бывшего владельца комплекса Штюттгенхоф недалеко от Кельна. У них родились 3 дочери:
- София Катарина фон Вайцзеккер (род. 26 мая 1984)
- Виктория Елизавета фон Вайцзеккер (род. 28 января 1987)
- Луиза Фелицита фон Вайцзеккер (род. 30 августа 1990)

## Публикации
- Theorie der Verteilung der Arbeitseinkommen. Tübingen: J.C.B. Mohr (Paul Siebeck), 1986. ISBN 978-3-16-345110-0.
- „Neoklassische Finanzwissenschaft.“ Finanzarchiv, N.F. Band 46(3), 1988, 513–525.
- „Demographic Change and Income Distribution.“ European Economic Review, 33(3), 1989, 377–388.
- „Population Aging and Social Security: A Politico-Economic Model of State Pension Financing.“ Public Finance 45(3), 1990, 491–509.
- „Demography, Democracy, and Distribution.“ In: J. Pacolet und C. Wilderom (Hrsg.): The Economics of Care of the Elderly. London: Gower Publishing Co., 1991, 38–50.
- „Staatsverschuldung und Demokratie.“ Kyklos, 45(1), 1992, 51–67.
- „Income Distribution and Efficiency: The Role of Social Security.“ mit M. Nerlove, A. Razin und E. Sadka; Public Finance 47(3), 1992, 462–475.
- A Theory of Earnings Distribution. Cambridge: Cambridge University Press, 1993. ISBN 978-0-521-34294-0.
- Bevölkerungsentwicklung, Rentenfinanzierung und Einkommensverteilung. Berlin, Heidelberg, New York: Springer-Verlag, 1993, ISBN 978-3-642-78314-2.
- „Comprehensive Income Taxation, Investments in Human and Physical Capital, and Productivity.“ mit M. Nerlove, A. Razin, E. Sadka. Journal of Public Economics, 50(3), 1993, 397–406.
- „Public Pension Reform, Demographics, and Inequality.“ Journal of Population Economics, 8(2), 1995, 205–221.
- „Educational Choice, Lifetime Earnings Inequality, and Conflicts of Public Policy.“ Journal of Income Distribution, 6(1), 1996, 67–89.
- „Distributive Implications of an Aging Society.“ European Economic Review, 40(4), 1996, 729–746.
- „Finanzpolitik.“ In: J. von Hagen, P. J. J. Welfens, A. Börsch-Supan (Hrsg.): Springers Handbuch der Volkswirtschaftslehre. Band 2. Berlin, Heidelberg, New York: Springer-Verlag, 1997, 123–180.
- Bildung und Wirtschaftswachstum. (Hrsg.); Berlin: Duncker & Humblot, 1998, ISBN 978-3-428-09461-5.
- Deregulierung und Finanzierung des Bildungswesens. (Hrsg.); Berlin: Duncker & Humblot, 1998, ISBN 978-3-428-09724-1.
- „Chancengleichheit, Statusmobilität und öffentliche Bildungsinvestitionen.“ In: D. Timmermann (Hrsg.): Berufliche Weiterbildung in europäischer Perspektive. Schriften des Vereins für Socialpolitik, Gesellschaft für Wirtschafts- und Sozialwissenschaften, N.F. Band 267; Berlin: Duncker & Humblot, 1999, 93–113.
- Schul- und Hochschulorganisation. (Hrsg.); Berlin: Duncker & Humblot, 2000, ISBN 978-3-428-10152-8.
- Bildung und Beschäftigung (Hrsg.); Berlin: Duncker & Humblot, 2001, ISBN 978-3-428-10631-8.
- „Risk, Resources, and Education: Public versus Private Financing of Higher Education.“ mit B. U. Wigger; IMF Staff Papers, 48(3), 2001, 547–560.
- „Bildungsreform in der Demokratie.“ mit A. Kemnitz; Vierteljahreshefte zur Wirtschaftsforschung, 72(2), 2003, 188–204.
- „Rentenfinanzierung und intergenerationelle Gerechtigkeit: Eine wachstumstheoretische Perspektive.“ mit B.U. Wigger; in: M. Rose (Hrsg.): Integriertes Steuer- und Sozialsystem. Berlin-Heidelberg-New York: Springer-Verlag, 2003, 437–459.
- „Ineffizienz im deutschen Bildungsföderalismus.“ mit C. Amann und B. Süßmuth; in: N. Wohlgemuth (Hrsg.): Arbeit, Humankapital und Wirtschaftspolitik. Volkswirtschaftliche Schriften, Band 547; Berlin: Duncker & Humblot, 2006, 247–278.
- „Government Debt and the Portfolios of the Rich.“ mit B. Süßmuth; in: S. P. Jenkins, J. Micklewright (Hrsg.): Inequality and Poverty Re-examined. Oxford: Oxford University Press, 2007, 268–283.
- „Familienunternehmen: Auf lange Sicht erfolgreich?“ mit K. Krempel; in: I. Hausladen (Hrsg.): Management am Puls der Zeit: Strategien, Konzepte und Methoden. Band 1: Unternehmensführung; München: TCW Transfer-Centrum, 2007, 71–83.
- „Exzessive Budgetdefizite und die institutionelle Ausgestaltung der EU-Haushaltspolitik.“ mit C. Feilcke und B. Süßmuth; in: V. Ulrich und W. Ried (Hrsg.): Effizienz, Qualität und Nachhaltigkeit im Gesundheitswesen. Baden-Baden: Nomos Verlagsgesellschaft, 2007, 3–22.
- „Regionalflughäfen – Traum oder Alptraum regionaler Wirtschaftspolitik? Zur Ineffizienz des deutschen Flughafenwesens.“ mit M. Steininger; in: Gesellschaft für Regionalforschung (Hrsg.): Seminarbericht 51; Heidelberg 2009, 93–125.
- „Shooting Rampages and Maintenance of Campus Safety: An Incomplete Contracts Perspective.“ mit B. Süßmuth; Review of Law and Economics, 7, 2011, 573–600.
- „Hat Ungleichheit negative Auswirkungen auf das Wirtschaftswachstum?“ mit Th. Bredl und M. Horvath; WiSt, 41, 2012, 532–539.
- „Cubic Cost Functions and Major Market Structures.“ mit O. Nikutowski und V. Leis; Journal of Economic Education, 44(1), 2013.
- „The Idea of Economic Laws: Some Considerations on Rationality, Historicity, and Objectivity in Economics.“ mit M. Horvath; European Review (Academia Europaea, Cambridge University Press), 22 (1), 2014, 163–179.
- „Reason, Intuition, and Time.“ mit M. Sahm; Managerial and Decision Economics, 37, 2016, 195–207.
- Ungleichheit – Eine phantastische Erzählung. mit P. Dossi; Berlin-Heidelberg-New York: Springer-Verlag, 2016. ISBN 978-3-658-10505-1.
- „Volkswirtschaftliche Gesamtrechnung.“ mit M. Horvath; Gabler Wirtschaftslexikon, 19. Auflage; Wiesbaden: Springer Gabler, 2017.
- „Repräsentative Demokratie und öffentliche Verschuldung: Ein strategisches Verhängnis.“ TUM, mimeo, 2019.
- „Coordinating Intergenerational Redistribution and the Repayment of Public Debt.“ mit Chr. March; Social Choice and Welfare, 55(2), 2020, 301–323.
- „Staatsverschuldung – Corona und die Anreizmechanismen der Wettbewerbsdemokratie.“ In: M. Molls und J. Eberspächer, Hrsg.: TUM Forum Sustainability: Wissenschaft, Vernunft und Nachhaltigkeit. München, 2020, 198–201.